# Пољска детелина
Пољска детелина, другачије и зечја детелина или парложна детелина (Trifolium arvense) је дивља биљка из породице махунарки (ранији лат. назив породице је био Papilionaceae). Широко је распрострањена у Евроазији и северној Африци, субсредњоевропски је флорни елемент. 

## Опис биљке
Једногодишња биљка усправне, разгранате стабљике и често црвенкастих изданака, висока 5-30 cm. Расуто распоређени листови су троделни; листићи ситни, седећи, ланцетасти и на врху шиљати; по ободу при врху нешто ресасти; боја им је сивкастозелена. Цела биљка покривена прибијеним маљама. Цваст је густо длакава и ваљкаста главица, велика 1-3 cm × 1-1,5 cm, сивкаста, ружичаста или беличаста, при основи без листића брактеја. Цветови су лептирасти, а светлоцрвени венчић је краћи од чашице. Чашични зубићи покривени свиластим длакама, црвенкасти. Плод је широко јајаста, 1-2 семена махуна, затворена у чашицу. Семе округло, глатко и сјајно, жућкастосмеђе или светлозелено.
Цвета од маја месеца па све до октобра-новембра, у зависности од мразева.

## Станиште
Као што јој и име каже – лат. arvense значи пољски – биљка је пашњака и сувих, травната подручја. Воли земљишта лакшег механичког састава, те је најчешћа на киселим песковима. Расте и у утринама и прогалама (крчевинама шума), на напуштеним парлозима, те поред путева уз њиве. На ливадама добро успева, јер је због јаке маљавости стока нерадо једе. Као коров нема значаја, јер након интензивне обраде нестаје са стрњишта.